# Adam Johansson
Adam Johansson (nacido el 21 de febrero de 1983 en Gotemburgo, Suecia) es un futbolista sueco que juega en la posición de defensa. Actualmente juega para el Seattle Sounders FC y para la selección de fútbol de Suecia.

## Selección nacional
Ha sido internacional con la Selección de fútbol de Suecia, ha jugado 11 partidos internacionales.

## Clubes
| Club                | País           | Año       |
| ------------------- | -------------- | --------- |
| Västra Frölunda IF  | Suecia         | 2002-2004 |
| IFK Göteborg        | Suecia         | 2005-2011 |
| Seattle Sounders FC | Estados Unidos | 2012-     |

## Palmarés

### Campeonatos nacionales
| Título              | Club         | País   | Año  |
| ------------------- | ------------ | ------ | ---- |
| Allsvenskan         | IFK Göteborg | Suecia | 2007 |
| Copa de Suecia      | IFK Göteborg | Suecia | 2008 |
| Supercopa de Suecia | IFK Göteborg | Suecia | 2008 |